# VVV-Venlo
El Venlose Voetbal Vereniging Venlo (en español: Asociación de Fútbol de Venlo), conocido simplemente como VVV-Venlo, es un club de fútbol neerlandés de la ciudad de Venlo en Limburgo. Fue fundado en 1903 y actualmente juega en la Eerste Divisie, la segunda división del fútbol nacional. Disputa sus encuentros de localía en el Estadio De Koel, que es llamado -Seacon Stadium- por su principal patrocinador llamado Seacon Logistics.

## Uniforme
- Uniforme titular: Camiseta amarilla con rayas negras, pantalón negro, medias amarillas.
- Uniforme alternativo: Camiseta negra, pantalón blanco, medias negras.

## Entrenadores
- Ferdi Silz (1954–56)
- Wilhelm Kment (1956–60)
- Ferdi Silz (1961–63)
- Josef Gesell (1964–65, 1970–72)
- Rob Baan (1972–78)
- Hans Croon (1978–79)
- Sef Vergoossen (1979)
- Jan Morsing (1979–81)
- Sef Vergoossen (1981–86)
- Jan Reker (1986–88)
- Sef Vergoossen (1989)
- Frans Körver (1992–94)
- Jan Versleijen (Julio de 1995–Junio 96)
- Henk van Stee (Julio de 1996–Junio 98)
- Hennie Spijkerman (Julio de 1998–Junio 99)
- Jan Versleijen (Julio de 2000–Junio 01)
- Wim Dusseldorp (Julio de 2002–Junio 04)
- Adrie Koster (2004–Junio 05)
- Herbert Neumann (julio de 2005–junio de 2006)
- André Wetzel (julio de 2006–junio de 2008)
- Jan van Dijk (julio de 2008–diciembre de 2010)
- Willy Boessen (diciembre de 2010–junio de 2011)
- Glen De Boeck (julio de 2011–diciembre de 2011)
- Willy Boessen (interino) (diciembre de 2011)
- Ton Lokhoff (diciembre de 2011–2013)
- René Trost (2013-14)
- Maurice Steijn (julio de 2014–junio de 2019)
- Robert Maaskant (junio de 2019-diciembre de 2019)[1]
- Hans de Koning (diciembre de 2019-marzo de 2021)
- Jos Luhukay (marzo de 2021-mayo de 2022)
- Rick Kruys (julio de 2022-junio de 2024)
- John Lammers (julio de 2024-presente)

## Jugadores

### Plantilla actual

#### Altas y bajas 2020/21 (verano)
| Altas         | Altas     | Altas        | Altas            | Altas        |
| Jugador       | Posición  | Procedencia  | Tipo             | Costo        |
| ------------- | --------- | ------------ | ---------------- | ------------ |
| Roy Gelmi     | Defensa   | Thun         | Traspaso.        | No revelado. |
| Lukas Schmitz | Defensa   | Agente libre | Libre.           | --           |
| Jafar Arias   | Delantero | Emmen        | Fin de contrato. | --           |
| Guus Hupperts | Delantero | Lokeren      | Traspaso libre.  | --           |

| Bajas            | Bajas          | Bajas          | Bajas            | Bajas |
| Jugador          | Posición       | Procedencia    | Tipo             | Costo |
| ---------------- | -------------- | -------------- | ---------------- | ----- |
| Lee Cattermole   | Centrocampista | Agente libre   | Fin de contrato. | --    |
| Roel Janssen     | Defensa        | Agente libre   | Fin de contrato. | --    |
| Peter van Ooijen | Centrocampista | Agente libre   | Fin de contrato. | --    |
| Johnatan Opoku   | Centrocampista | Agente libre   | Fin de contrato. | --    |
| Nils Röseler     | Defensa        | Agente libre   | Fin de contrato. | --    |
| Roy Gelmi        | Defensa        | Thun           | Fin de préstamo. | --    |
| Oussama Darfalou | Delantero      | Vitesse Arnhem | Fin de préstamo. | --    |
| Jerome Sinclair  | Delantero      | Watford        | Fin de préstamo. | --    |
| Thomas Bruns     | Centrocampista | Vitesse Arnhem | Fin de préstamo. | --    |
| John Yeboah      | Delantero      | Wolfsburgo     | Fin de préstamo. | --    |

### Dorsales retirados
- 28, en memoria del defensor Beau Vilters, fallecido en un accidente de auto el 14 de junio de 2015.

## Palmarés
- Eerste Divisie: 3

1992-93, 2008-09, 2016-17
- Copa de los Países Bajos: 1

1958-59